# Smoleava, Horohiv
Smoleava (în ucraineană Смолява) este localitatea de reședință a comunei Smoleava din raionul Horohiv, regiunea Volînia, Ucraina.

## Demografie
Componența lingvistică a localității Smoleava
     Ucraineană (99,15%)
     Alte limbi (0,56%)
Conform recensământului din 2001, majoritatea populației localității Smoleava era vorbitoare de ucraineană (99,15%), existând în minoritate și vorbitori de alte limbi.